# Kirishima
Kirishima (霧島市?) è una città giapponese della prefettura di Kagoshima.